# Ban Ki-moon
Ban Ki-moon (coreà: 반기문)  (Eumseong County, 13 de juny de 1944)) és un diplomàtic sud-coreà, vuitè Secretari General de les Nacions Unides, càrrec que ocupà des de l'1 de gener de 2007 en substitució de Kofi Annan fins al 31 de desembre de 2016, succeït per António Guterres.
Entre gener de 2004 i novembre de 2006 va treballar com a ministre d'Afers Exteriors de Corea del Sud. Al febrer de 2006 va començar la seva campanya per obtenir el lloc de secretari general de l'ONU.

## Biografia
Va néixer el 13 de juny de 1944 a la ciutat d'Eumseong. Es graduà en relacions internacionals a la Universitat Nacional de Seül el 1970 i cursà un màster d'administració pública a l'escola governamental John F. Kennedy a la Universitat Harvard el 1985.

### Inicis polítics
El 1978 fou nomenat primer secretari de la missió de Corea del Sud a les Nacions Unides, càrrec que ocupà fins al 1980 per esdevenir director de l'oficina de les Nacions Unides al Ministeri d'Afers exteriors. L'any 1996 fou nomenat conseller de Seguretat Nacional de Kim Young-sam, president de Corea del Sud entre 1993 i 1998, esdevenint vicepresident l'any 2000.
Posteriorment entre 2001 i 2002 fou nomenat director del gabinet de Han Seung-soo, president de l'Assemblea General de les Nacions Unides en aquell període, i durant el qual treballà en l'establiment d'una resolució de condemna dels Atacs terroristes de l'11 de setembre de 2001 als Estats Units.
El gener de 2004 fou nomenat Ministre d'Afers Exteriors de Corea del Sud per part del Govern del President Roh Moo-hyun, esdevenint una peça clau en les converses amb Corea del Nord davant el seu avanç armamentístic nuclear. En ser escollit Secretari General de les Nacions Unides fou succeït per Song Min-soon.

### Secretari General de les Nacions Unides
El 13 d'octubre de 2006 l'Assemblea General de l'ONU, en la seva sessió plenària, el nomenà per aclamació Secretari General de les Nacions Unides en substitució de Kofi Annan. Tot i que inicialment no se'l va considerar com un candidat amb probabilitats d'aconseguir-ho, el seu lloc en el Govern sud-coreà li va permetre viatjar a tots els països membres del Consell de Seguretat, cos que recomana un candidat a l'Assemblea General, i així poder adquirir el suport necessari.
El 14 de desembre de 2006 prometé el seu càrrec davant els 192 membres de l'Assemblea i l'1 de gener de 2007 inicià el seu mandat, esdevenint el vuitè Secretari General de l'ONU. El 21 de juny de 2011 va ser reelegit per al càrrec en el període comprès entre l'1 de gener de 2012 i el 31 de desembre de 2016, per aclamació de l'assemblea general —òrgan suprem de l'ONU.
Des de la seva elecció, havia dirigit múltiples esforços per reformar l'organització en àrees com les Forces de pau de les Nacions Unides i les pràctiques laborals dins l'organisme. En el camp diplomàtic, s'havia centrat en conflictes com el de Darfur, en el qual va ajudar a convèncer el president del Sudan, Omar Hassan Ahmad al-Bashir, perquè permetés la intervenció de les forces de pau en aquest país. A més, va pressionar contínuament a l'expresident dels Estats Units George W. Bush perquè aquest prengués acció respecte a l'escalfament global.